# Авторханов Абдурахман Геназович
Абдурахман Геназович Авторха́нов (нар. 25 жовтня 1908, аул Лаха-Неври, Чечня, Російська імперія — пом. 24 квітня 1997 Ольхінг, поблизу Мюнхена в Німеччині) — німецький вчений-радянознавець чеченського походження, історик і політолог; доктор політичних наук, професор. Найавторитетніший аналітик радянської політичної системи та внутрішнього механізму влади КПРС в СРСР. Колишній співробітник апарату ЦК ВКП(б), політичний емігрант.

## Життєпис
Народився в чеченському аулі Лаха-Неври 1908 року (за іншими даними — 1909 або 1910). Навчався в Інституті червоної професури в Москві, вищому на той час більшовицькому навчально-теоретичному закладі. Потім працював співробітником апарату ЦК ВКП(б).
У 1937 заарештований як «ворог народу» і до 1942 з невеликими перервами провів 5 років у в'язниці НКВС, де переніс фізичні та психічні тортури. Був звільнений і з таємним персональним завданням наркома внутрішніх справ Лаврентія Берії був відправлений на Кавказ до Чечні, що тоді повстала проти більшовицької влади.
Вирішив більше не співпрацювати з більшовиками, перейшов у підпілля, а потім перетнув лінію фронту — на окуповану німецькими військами територію. Згодом емігрував до Німеччини, де працював у різних пропагандистських та культурних емігрантських закладах.
Після війни мешкав у ФРН. Один з організаторів радіостанції «Свобода». Разом з Антибільшовицьким блоком народів видавав російськомовний часопис «Набат», де під псевдонімом «Суровцев» опублікував низку статей «Філософія тиранії». Друкувався в російськомовному емігрантському часописі «Посев».
У 1948—1979 професор військової академії США, яка пізніше була перейменована в «Російський Інститут армії США» (U.S. Army Russian Institute) в Гарміш-Партенкірхені, (Німеччина).

## Погляди
Аналізуючи та критикуючи сталінізм як «політизовану уголовщину», Авторханов дійшов висновку, що в СРСР ніколи не існували ні диктатура пролетаріату, ні диктатура комуністичної партії, ні радянська влада.

## Основні праці
- «Народоубийство в СССР: Убийство чеченского народа» — Мюнхен: Свободный Кавказ, 1952
- Происхождение партократии. В 2-х томах. — Изд-во «Посев»: Франкфурт/Майн, 1973. (2-е изд 1981)
- Технология власти — Frankfurt/Main: Possev-Verlag, 3-е изд., 1983. —809 c.;
- Загадка смерти Сталина (Заговор Берия) — 5-e изд. — Frankfurt/Main: Possev-Verlag, 1986. —316 c.
- Дела и дни Кремля. От Андропова к Горбачеву: Дела и дни. — Paris: YMCA-Press, 1986—347 c.
- Империя Кремля: Советский тип колониализма. — Garmisch-Partenkirchen: Prometheus-Verlag, 1988—425 c
- Ленин в судьбах России: Размышления историка. — Garmisch-Partenkirchen: Prometheus-Verlag, 1990. —485 с.